# Ниагарски водопад
Вижте пояснителната страница за други значения на Ниагара.
Ниагара (на английски: Niagara Falls) е група големи водопади на река Ниагара в източната част на Северна Америка, на границата между САЩ и Канада. Водопадът се състои от три части: най-голямата е Хорсшу или „Подковата“ (на английски: Horseshoe), понякога наричан Канадски водопад, по-малък е Американският водопад и най-малък – Брайдъл Вейл или „Булчински воал“ (на английски: Bridal Veil). Макар и не особено висок, водопадът Ниагара е много широк и е най-големият в Северна Америка.
Водопадите са на 27 km на север-северозапад от град Бъфало (щат Ню Йорк) и на 121 km юго-югоизточно от Торонто. Образувани при отдръпването на глетчери по време на последната ледена епоха, както и когато водата от новообразувалите се Големите езера проправят път към Атлантическия океан.
Ниагарският водопад е известен със своята красота, като в същото време е и ценен източник на хидроелектрическа енергия и предизвикателен проект за опазване на околната среда. Водопадът се намира между градовете-близнаци Ниагара Фолс (САЩ) и Ниагара Фолс (Канада) и е популярна туристическа дестинация вече повече от столетие.

## Образуване на водопада Ниагара
Историческите корени на Ниагарския водопад са в Уисконсинското заледяване, което завършва преди около 10 000 години. Големите американски езера, както и река Ниагара, са резултат от тази последна континентална ледена кора, огромен ледник, пълзящ през региона от Източна Канада. Ледникът преминава през местността като огромен булдозер, смилайки скали и почва, премествайки ги и удълбочавайки някои речни легла, за да образува езера. Той затлачва други с наноси, принуждавайки тези реки да си проправят нови легла. Смята се, че приблизително на мястото на днешния канал Уеланд (Welland Canal) в Канада съществува древна долина, погребана под ледниковите наноси.
След като ледът се разтапя, оттокът на горните Големи езера се превръща в днешната река Ниагара, която няма възможност да следва старата си, вече запълнена долина, така че намира най-ниския изход в трансформираната топография. С времето реката прорязва пролом през Ниагарската стена, обърната на север урва, образувана от ерозията на спускащата се на юг формация Локпорт между езерата Ери и Онтарио. Процесът на ерозия оголва океански скали, много по-стари от геологически новите ледникови наноси. Три основни формации са видими в пролома, изрязан от река Ниагара.
Когато новоустановилата се река среща устойчивия на ерозия локпортски доломит, твърдият пласт ерозира много по-бавно от разположените под него по-меки скали. Въздушната снимка ясно показва твърдата горна скала, формацията Локпорт (среден силур), под бързеите над водопада, и приблизително на горната третина от стената на пролома. Тя е съставена от много плътен, твърд и много здрав варовик и доломит. Под този пласт, на около две трети от откоса, е по-слабата, мека и ронлива формация Рочестър (долен силур). Състои се главно от шисти, макар че има и тънки варовикови слоеве и съдържа големи количества вкаменелости. Тъй като този слой ерозира много по-лесно, реката е подкопала горната скала и е образувала водопада. Потопена под реката в по-ниската долина, скрита от погледа, е формацията Куинстън (горен ордовик), която е съставена от шисти и фин пясъчник. И трите формации са образувани в древното море и различията им произтичат от променящите се условия в морето.
Първоначалният Ниагарски водопад се е намирал близо до днешния Люистън, но ерозията на кората е довела до изместването на водопада няколко километра на юг. Точно над днешното място на водопада остров Гоут разделя течението на реката и отделя водопада Хорсшу на запад от Американския водопад и Бридъл Вейл на изток. Въпреки че през последното столетие ерозията и рецесията са забавени с инженерни мероприятия, в крайна сметка водопадът ще се измести достатъчно, за да пресуши по-голямата част от езерото Ери, чието дъно е по-високо от дъното на водопада. Инженерите се опитват да намалят скоростта на ерозията и да забавят това събитие, доколкото е възможно.
Водопадът пада от около 57 m, макар че Американският водопад има чист пад от 21 m, преди да стигне до купища скали, паднали при огромно срутване през 1954. По-големият Канадски водопад е широк около 790 m, а Американският е широк около 320 m. Максималното количество вода, преминаващо през водопада през върховия сезон, е 5700 m³/s. За сравнение количеството вода при известния водопад Виктория на река Замбези е едва 1100 m³/s. През летните месеци, когато е максималното отклоняване на вода за производство на електричество, през водопада преминават около 2800 m³/s, 90% от които през водопада Хорсшу. Този обем намалява наполовина през нощта, когато е най-голямото отклонение към водноелектрическите централи.

## Исторически сведения
По една от версиите, думата Ниагара идва от ирокезка дума, означаваща „гръмотевични води“. Първоначалните жители на областта са онгиара, ирокезко племе, наречено неутралните от френските заселници, които ги смятали за полезни в уреждането на спорове с други племена.
Съществува известно противоречие за това, кои европейци са оставили първите писмени свидетелства за водопада. Местността е посетена от Самюел дьо Шамплен още през 1604 г. Членове на неговата група му докладвали за забележителния водопад, който той описва в дневниците си, но може би никога не го вижда с очите си. Някои приписват най-старото описание от първа ръка на финско-шведския естественик Пер Калм, записано по време на експедиция в района в началото на 18 век. Повечето историци са съгласни, че отец Луи Енепен наблюдава и описва водопада много по-рано, през 1677 г., след като пътува в района с изследователя Рене Робер Кавелие дьо ла Сал. Енепен е и първият, описал водопада Сейнт Антъни в Минесота. Неговото, опровергано по-късно, твърдение, че е пътувал по река Мисисипи до Мексиканския залив, предизвиква известни съмнения относно валидността на описанията и рисунките му на водопада Ниагара.
През 19 век туризмът става популярен и към средата на века се превръща в основния поминък на областта. Нуждата от преминаване през река Ниагара довежда до построяването на пешеходен мост през 1848 г., а след това – на висящия мост Ниагара на Чарлз Илът. През 1855 той е заменен от висящия мост Ниагара Фолс на Джон Огъстъс Рьоблинг. През 1886 г. Лефърт Бък заменя моста на Рьоблинг със стоманена конструкция, която и днес се използва за преминаване на влакове през река Ниагара. Първият стоманен дъгов мост при водопада е завършен през 1897 г. Известен днес като Мост на бързите вододпади (Whirlpool Rapids Bridge), той пренася автомобили, влакове и пешеходци между Канада и САЩ точно под водопада. През 1941 г. Комисията по мостовете на водопада Ниагара завършва третото пресичане в близост до водопада с моста Рейнбоу (Rainbow Bridge), използван за пешеходен и пътен трафик.
Туризмът се разраства, особено след Първата световна война, когато автомобилите значително улесняват достъпа до водопада. Историята на Ниагара през 20 век е свързана преди всичко с усилия да се използва енергията му за производство на електричество и с опити за контрол на бързото развитие на американския и канадския бряг, заплашващо да унищожи природната красота на местността.

## Отражение върху промишлеността и търговията
Огромната мощ на водопада отдавна е призната за потенциален източник на енергия. Първото известно усилие за използване на водите е от 1759 г., когато Даниъл Джонкернс строи малък канал над водопада, за да задвижва дъскорезницата си. Огъстъс и Питър Портър купуват местността и целия Американски водопад през 1805 г. от правителството на щата Ню Йорк и разширяват първоначалния канал, за да осигурят хидравлична енергия за своята мелница и фабрика за щавене на кожи. През 1853 г. е създадена Niagara Falls Hydraulic Power and Mining Company, която с времето изгражда канали, използвани за генериране на електричество. През 1881 г. под ръководството на Якоб Шьолкопф е произведен достатъчно силен постоянен ток, за да се освети както самия водопад, така и близкото село Ниагара Фолс.
Когато Никола Тесла, на когото по-късно е издигнат паметник в Ниагара Фолс, открива променливия ток, става възможен далечният пренос на електричество. През 1883 г. Niagara Falls Power Company, наследник на фирмата на Шьолкопф, наема Джордж Уестингхаус да проектира система, генерираща променлив ток. През 1896 г. с финансиране от магнати като Дж. П. Морган, Джон Джейкъб Астор IV и Вандербилт, те построяват гигантски подземни тръбопроводи, водещи към турбини, които генерират до 75 мегавата и захранват с електричество град Бъфало, на 30 км оттам. Частни компании на канадския бряг също започват да използват енергията на водопада, като за целта наемат както местни, така и американски фирми. През 1906 г. правителството на Онтарио поставя преноса на електричество под обществен контрол, разпределяйки енергията от Ниагара към различни части на тази провинция. Днес между 50% и 75% от дебита на река Ниагара е отклоняван чрез четири огромни тунела, започващи далеч нагоре по течението. След това водата преминава през хидроелектрични турбини, които захранват с електричество близките райони на САЩ и Канада, преди да се върнат в реката доста след водопада.
Най-мощните водноелектрически централи на река Ниагара в наши дни са Сър Адам Бек 1 и 2 от канадска страна и Робърт Мозес Ниагара Пауър Плант и Люистън Пъмп Дженератинг Плант от американска страна. Всички централи на Ниагара могат да произведат заедно около 4400 MW енергия.
Корабите могат да заобикалят водопада Ниагара чрез канала Уеланд, който е реконструиран през 1960-те и е включен в Морския път Сейнт Лорънс. Морският път отклонява воден трафик от близкия Бъфало и довежда до упадък на тамошните металургични заводи и мелници, но нови индустрии процъфтяват в долината на река Ниагара с помощта на електричеството, произвеждано там.
Градовете-близнаци Ниагара Фолс в провинция Онтарио и щата Ню Йорк са свързани чрез трите моста. Близките международни летища Ниагара Фолс и Бъфало Ниагара са наречени на водопада, както и Университетът Ниагара, безброй местни предприятия и дори едно небесно тяло (астероидът 12382 Ниагара Фолс).

## Опазване на околната среда
През първите две столетия след заселването на европейците в района земята от двете страни на водопада Ниагара е частна собственост. Разработването и търговските начинания застрашават природната красота на местността и посетителите понякога трябва да плащат такси, за да видят водопада през отвори в ограда. През 1885 г. американските и канадските власти започват да изкупуват съседните земи с цел запазване на природната среда. В Ню Йорк художникът Фредерик Чърч и ландшафтния архитект Фредерик Лоу Олмстед оглавяват движението Свободна Ниагара, което убеждава щата Ню Йорк да изкупува земи за създаването на щатския парк Резерват Ниагара. През същата година канадската провинция Онтарио създава парка Кралица Виктория Ниагара Фолс със същата цел. И двете организации развиват забележително успешна дейност, която ограничава развитието от двете страни на водопада и река Ниагара. От канадска страна Комисията за парковете Ниагара контролира експлоатацията на цялото течение на река Ниагара, от езерото Ери до езерото Онтарио.
До нашата епоха водопадът се придвижва на юг с 0,5 до 3 m в година вследствие на ерозията. Този процес е забавен, първоначално чрез отклоняване на нарастващо количество вода от реката към водноелектрическите централи в двете страни. На 2 януари 1929 г. Канада и САЩ договарят план за защита на водопада. През 1950 г. двете страни подписват Договор за отклонение на водите на река Ниагара, който определя по-конкретно този процес.
В допълнение към ефекта от отклоняване на вода към електроцентралите, мерките за контрол на ерозията включват подводни съоръжения, пренасочващи най-разрушителните потоци, и директно механично заздравяване на горната част на водопада. Най-драматичното мероприятие от този вид е предприето през 1969 г. През юни река Ниагара е напълно отклонена извън Американския водопад за няколко месеца чрез построяването на временна земна язовирна стена (ясно забележима на снимката вдясно). Подобен ефект е наблюдаван веднъж и като резултат на естествено явление. На 29 март 1848 г. струпване на лед спира почти цялата вода през водопада Ниагара.
Докато водопадът Хорсшу поема допълнителните води, Инженерният корпус на армията на Съединените щати проучва леглото на реката и механично коригира дефекти, които биха ускорили отдръпването на водопада. Планът за отстраняване на огромното срутване от 1954 г. е изоставен поради високата си стойност, и през ноември временната стена е взривена и потокът към Американския водопад е възстановен.
Дори след това начинание остров Луна, малко парче земя между основния водопад и Брайдъл Вейл, остава с години забранено за посещения поради опасения, че е нестабилно и би могло да се срути в пролома всеки момент.

## Водопадът в популярната култура
През октомври 1829 г. Сам Пач (на английски: Sam Patch), който сам се нарича Скачача-янки, скача във водопада Хорсшу и става първият известен човек, оживял след такъв скок. Това поставя началото на дълга традиция на подобни безразсъдни опити. През 1901 г. 63-годишната Ани Тейлър става първият човек, спуснал се по водопада в буре. Тя оцелява, практически без наранявания. От историческия скок на Тейлър 14 други хора се удавят или са тежко ранени. Оцелелите след такива номера са изправени пред съдебни обвинения и тежки глоби, тъй като опитите за спускане по водопада са незаконни. Илюзионистът Дейвид Копърфилд добавя името си в този списък, като успешно се спуска (или, може би създава впечатление, че се спуска) по водопада през 1990 г.
Други смелчаци си поставят за цел пресичането на водопада. Като се започне с успешното пресичане на Жан Франсоа „Блонден“ Гравле през 1859 г., въжеиграчите събират огромни тълпи зрители на подвизите си. Англичанинът Матю Уеб, първият човек, преплувал Ла Манша, се удавя през 1883 г. след неуспешен опит да преплува през водовъртежите и бързеите под водопада.
Посещение на водопада Ниагара в края на 19 век е описано от Алеко Константинов в пътеписа му До Чикаго и назад .
Посещенията на водопада Ниагара, още преди това превърнал се в голяма туристическа атракция и любимо място за младоженци, нарастват рязко през 1953 г. след излизането на Ниагара, филм с Мерилин Монро в главната роля. По-късно водопадът е място на действие на филма Супермен II (1980). Притокът на туристи непрекъснато расте, като през 2009 г. посещенията на водопада надхвърлят 28 милиона души.

## Галерия
- Ниагарският водопад през нощта